# Boa (langue)
Pour les articles homonymes, voir Boa (homonymie).
Ne doit pas être confondu avec Langues bwa.
Le boa ou bwa,  aussi appelé leboa ou leboale, est une langue bantoue parlée par les Boa en République démocratique du Congo.

## Répartition géographique
Le boa est parlé par les Boa dans les territoires de Bambesa et de Buta dans la province du Bas-Uele, dans le territoire de Banalia dans la province de la Tshopo, et les variantes bɛngɛ-bati sont parlées dans les territoires d’Aketi et de Bondo dans le Bas-Uele.

## Dialectes
L’Atlas linguistique de l’Afrique centrale dénombre les dialectes et variantes suivants : 
- lebóa de Nganzolo ;
- lebóa de Balísi ;
- lebóa de Kóle ;
- lebóa de Bagbɛ́.

Selon Boon et Olson (2004), le boa au sens strict, un dialecte de la langue boa, est parlé dans le territoire de Bambesa et d’autres dialectes proches sont parlés dans le territoire de Buta. Le kiba, aussi un dialecte proche de ce groupe de parlers boa de l’est, est parlé dans le territoire de Banalia. Les dialectes bɛngɛ-bati forment les parlers boa de l’ouest, parlés dans les territoires d’Aketi et Bondo.